# Gabrielle Aplin
Gabrielle Ann Aplin (Bath, 10 de outubro de 1992) é uma cantora e compositora britânica nascida na Inglaterra. Gabrielle Aplin chamou a atenção e ganhou um grande séquito on-line após a publicação de coberturas acústicas de músicas de bandas como Paramore e You Me At Six no YouTube.
Em fevereiro de 2012, anunciou que tinha assinado um contrato com a gravadora Parlophone e estava gravando seu álbum de estreia. Ela ganhou atenção da mídia em novembro do mesmo ano, quando foi selecionada para trilha sonora de um comercial de televisão John Lewis com um cover de Frankie Goes to Hollywood "The Power of Love", que liderou as paradas britânicas em dezembro de 2012. O segundo single "Please Don't Say You Love Me", foi lançado em 10 de fevereiro de 2013.

## Discografia
- Acoustic EP(EP) (2011)
- Never Fade (EP) (2011)
- Home (EP) (2012)
- English Rain (2013)
- Light Up the Dark (2015)
- Miss You (EP) (2016)
- Avalon (EP) (2017)
- December (EP) (2018)
- Dear Happy (2020)

## Trilha sonora
Sua canção "Home" foi tema da protagonista da telenovela Totalmente Demais, Eliza.

## Filmografia

### Televisão
| Ano  | Título            | Personagem |
| ---- | ----------------- | ---------- |
| 2016 | Totalmente Demais | Ela mesma  |